# نادي سان أنطونيو
نادي سان أنطونيو لكرة القدم (بالإنجليزية: San Antonio Football Club) هو فريق كرة قدم احترافي أسس سنة 2016 في مدينة سان أنطونيو في ولاية تكساس الأمريكية، يلعب الفريق حاليا في بطولة الدوري الامريكي وهو ثاني أقوى دوري أمريكي بعد الدوري الأمريكي لكرة القدم (MLS).